# Лицензия Apache
Лицензия Apache (англ. Apache License) — лицензия на свободное программное обеспечение Apache Software Foundation.

## История версий
Apache License 1.0 — оригинальная лицензия, которая распространяется только на старые версии пакетов (например, версия 1.2 веб-сервера).
Apache License 1.1 была одобрена ASF в 2000 году. Отличие от версии 1.0 описано в пункте «о рекламе (advertising clause)» (раздел 3 лицензии 1.0): производные продукты уже не обязаны использовать атрибуцию в своих рекламных материалах, необходимо лишь указывать её в своей документации.

### Apache License 2.0
В январе 2004 года ASF утвердила Apache License 2.0. Данная лицензия работает, по существу, как MIT, BSD и Apache License 1.1, с некоторыми дополнительными преимуществами. Например, лицензирование производных работ в рамках других лицензий разрешается при соблюдении условий Apache License 2.0.
Основные изменения: упрощение использования лицензии для не ASF-проектов, улучшение совместимости с GPL, возможность использовать ссылку на описание лицензии вместо того, чтобы описывать её в каждом файле.

## Условия лицензирования
Подобно любой другой лицензии на свободное программное обеспечение, лицензия Apache даёт пользователю право использовать программное обеспечение для любых целей, свободно изменять и распространять изменённые копии, за исключением названия.
Данная лицензия не ставит условием неизменность лицензии распространения программного обеспечения, и не настаивает даже на сохранении его бесплатного и открытого статуса. Единственным условием, накладываемым лицензией Apache, является информирование получателя о факте использования исходного кода. Таким образом, в противоположность copyleft-лицензиям, получатель модифицированной версии не обязательно получает все права, изначально предоставляемые лицензией Apache.
При распространении программного обеспечения необходимо поместить следующие файлы в корневой каталог:
- LICENSE — файл, содержащий копию текста лицензии Apache;
- NOTICE — текстовый файл, перечисляющий все библиотеки, лицензированные под лицензией Apache вместе с именами их создателей.

В каждом лицензируемом файле должна быть сохранена вся исходная информация о копирайтах или патентах, в каждый изменённый файл должна добавляться информация о проведённых изменениях.

## Совместимость с GPL
Фонд Free Software Foundation объявил все версии лицензии Apache несовместимыми со второй версией GPL.
Apache Software Foundation, начиная с 2004 года, настаивает на своём праве решать вопрос совместимости Apache лицензии с GPL.
Согласно Free Software Foundation, GPLv3 совместима с Apache License v2.0. Как следствие, разработчики всегда имеют возможность свои программы под Apache License v2.0 перевести под GPL v3.0, чтобы быть уверенными в том, что производные их разработок (форки) останутся свободными. Однако смена лицензии с GPL на Apache невозможна, поэтому совместимость односторонняя.